# John Berman

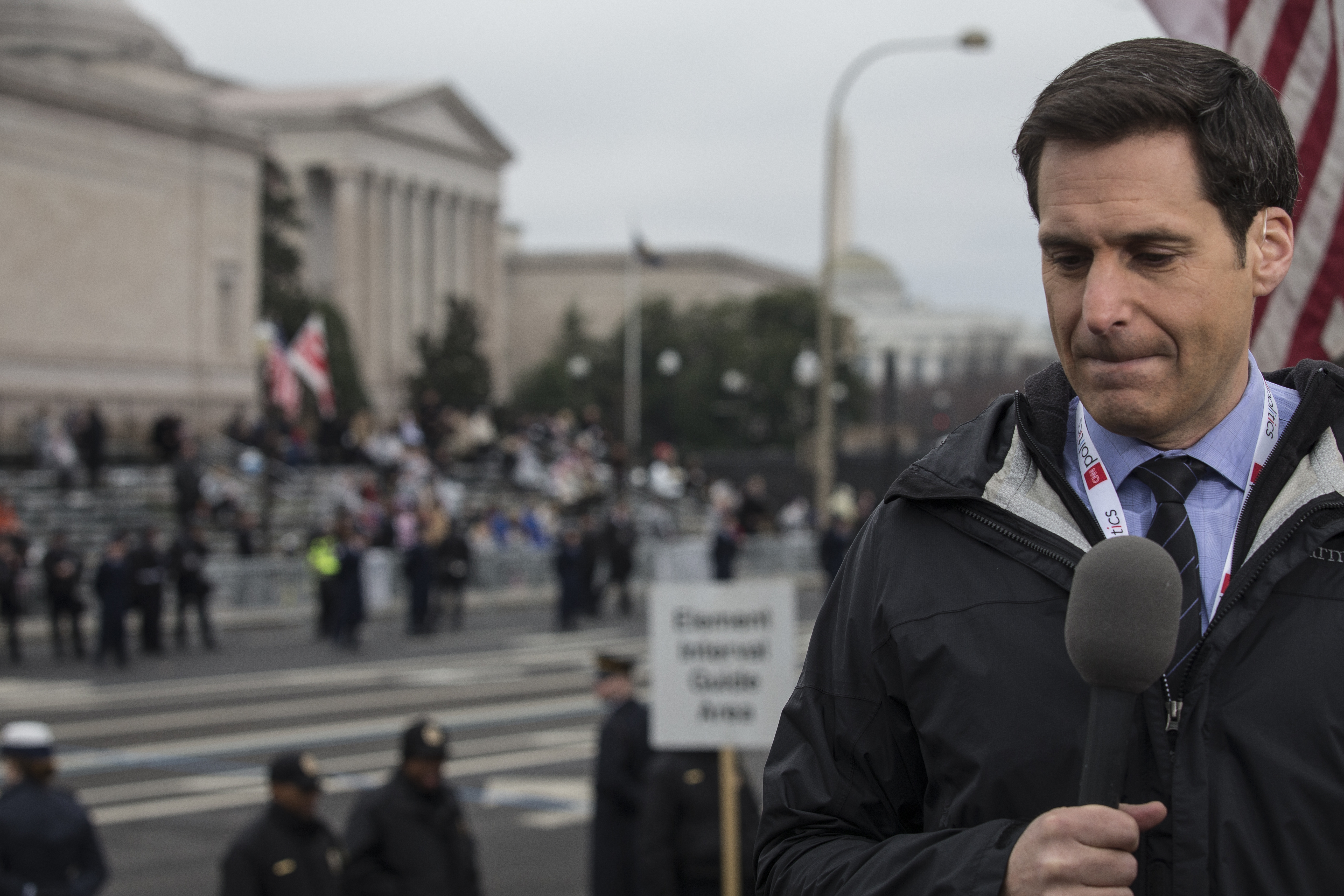
John Berman berichtet von der Amtseinführung von Donald Trump 2017.

John Berman (* 21. März 1972 in Carlisle, Massachusetts) ist ein amerikanischer Fernsehjournalist, der für CNN arbeitet. Dort moderiert er die Sendung News Central.

## Leben
Berman wuchs in Carlisle, Massachusetts auf. Er erwarb einen Bachelor an der Harvard University.
Ab 1995 arbeitete er bei ABC, wo er zuerst hinter der Kamera als Autor tätig war, unter anderem für die Sendung World News Tonight With Peter Jennings. Er behandelte den Präsidentschaftswahlkampf von George W. Bush 1999/2000. Seit 2001 trat er als Korrespondent vor der Kamera für verschiedene Nachrichtenformate des Sender auf, unter anderem in Good Morning America, 20/20 und World News with Diane Sawyer. Berman berichtete über die Präsidentschaftskampagnen 2008 und 2012, den Tsunami 2004 und den ersten Irakkrieg.
2012 wechselte Berman zu CNN, um die Sendung Early Start morgens zwischen 5 und 7 zu moderieren. Daneben war er Co-Moderator der Vormittagssendung CNN Newsroom zusammen mit Poppy Harlow und von At This Hour mit Kate Bolduan.
Seit 2018 moderiert er die Morgensendung New Day zusammen mit Alisyn Camerota, nachdem sein Vorgänger Chris Cuomo eine Abendsendung übernahm. Berman berichtet bei CNN hauptsächlich über politische und tagesaktuelle Themen. Er vertritt regelmäßig Anderson Cooper in dessen Primetime-Sendung Anderson Cooper 360.
Berman ist verheiratet und hat zwei Kinder. Die Familie lebt in Westchester, New York.